# Asphondylia convoluli
Asphondylia convoluli är en tvåvingeart som beskrevs av Edwin Möhn 1960. Asphondylia convoluli ingår i släktet Asphondylia och familjen gallmyggor.
Artens utbredningsområde är El Salvador. Inga underarter finns listade i Catalogue of Life.